# Schönbuch (FFH-Gebiet)
Das FFH-Gebiet Schönbuch liegt in der Mitte von Baden-Württemberg und ist Bestandteil des europäischen Schutzgebietsnetzes Natura 2000. Es wurde 2005 zur Ausweisung vorgeschlagen und durch Verordnung des Regierungspräsidiums Tübingen vom 5. November 2018 (in Kraft getreten am 11. Januar 2019), ausgewiesen.

## Lage
Das rund 11250 Hektar (ha) große Schutzgebiet Schönbuch liegt in den Naturräumen Schönbuch und Glemswald und Obere Gäue. Die 19 Teilgebiete befinden sich in den Gemeinden Altdorf, Ehningen, Gärtringen, Herrenberg, Hildrizhausen, Holzgerlingen, Nufringen, Waldenbuch, Weil im Schönbuch im Landkreis Böblingen, in Aichtal, Altenriet, Neckartailfingen, Neckartenzlingen und Schlaitdorf im Landkreis Esslingen, in Walddorfhäslach im Landkreis Reutlingen und in Ammerbuch, Dettenhausen, Kusterdingen und Tübingen im Landkreis Tübingen.

## Beschreibung
Der Landschaftscharakter des Schutzgebiets wird im Wesentlichen durch das größtenteils bewaldete und durch zahlreiche Taleinschnitte gegliederte Schönbuchmassiv geprägt.

## Schutzzweck

### Lebensraumtypen
Folgende Lebensraumtypen nach Anhang I der FFH-Richtlinie kommen im Gebiet vor:
| EU Code | * | Lebensraumtyp (offizielle Bezeichnung)                                                                          | Kurzbezeichnung                              |
| ------- | - | --- | -------------------------------------------- |
| 3150    |   | Natürliche eutrophe Seen mit einer Vegetation des Magnopotamions oder Hydrocharitions                           | Natürliche nährstoffreiche Seen              |
| 3160    |   | Dystrophe Seen und Teiche                                                                                       | Dystrophe Seen                               |
| 3260    |   | Flüsse der planaren bis montanen Stufe mit Vegetation des Ranunculion fluitantis und des Callitricho-Batrachion | Fließgewässer mit flutender Wasservegetation |
| 4030    |   | Trockene europäische Heiden                                                                                     | Trockene Heiden                              |
| 5130    |   | Formationen von Juniperus communis auf Kalkheiden und -rasen                                                    | Wacholderheiden                              |
| 6410    |   | Pfeifengraswiesen auf kalkreichem Boden, torfigen und tonig-schluffigen Böden (Molinion caeruleae)              | Pfeifengraswiesen                            |
| 6430    |   | Feuchte Hochstaudenfluren der planaren und montanen bis alpinen Stufe                                           | Feuchte Hochstaudenfluren                    |
| 6510    |   | Magere Flachland-Mähwiesen (Alopecurus pratensis, Sanguisorba officinalis)                                      | Magere Flachland-Mähwiesen                   |
| 7220    | * | Kalktuffquellen (Cratoneurion)                                                                                  | Kalktuffquellen                              |
| 8210    |   | Kalkfelsen mit Felsspaltenvegetation                                                                            | Kalkfelsen mit Felsspaltenvegetation         |
| 8220    |   | Silikatfelsen mit Felsspaltenvegetation                                                                         | Silikatfelsen mit Felsspaltenvegetation      |
| 8310    |   | Nicht touristisch erschlossene Höhlen                                                                           | Höhlen und Balmen                            |
| 9110    |   | Hainsimsen-Buchenwald (Luzulo-Fagetum)                                                                          | Hainsimsen-Buchenwald                        |
| 9130    |   | Waldmeister-Buchenwald (Asperulo-Fagetum)                                                                       | Waldmeister-Buchenwald                       |
| 9150    |   | Mitteleuropäischer Orchideen-Kalk-Buchenwald (Cephalanthero-Fagion)                                             | Orchideen-Buchenwälder                       |
| 9160    |   | Subatlantischer oder mitteleuropäischer Stieleichenwald oder Eichen-Hainbuchenwald (Carpinion betuli)           | Sternmieren-Eichen-Hainbuchenwald            |
| 9170    |   | Labkraut-Eichen-Hainbuchenwald Galio-Carpinetum                                                                 | Labkraut-Eichen-Hainbuchenwald               |
| 9180    | * | Schlucht- und Hangmischwälder (Tilio-Acerion)                                                                   | Schlucht- und Hangmischwälder                |
| 91E0    | * | Auen-Wälder mit Alnus glutinosa und Fraxinus excelsior (Alno-Padion, Alnion incanae, Salicion albae)            | Auenwälder mit Erle, Esche, Weide            |

### Arteninventar
Folgende Arten von gemeinschaftlichem Interesse kommen im Gebiet vor:
| Bild                                | EU Code | * | Art                                 | wissenschaftlicher Name     | Artengruppe           |
| ----------------------------------- | ------- | - | ----------------------------------- | --------------------------- | --------------------- |
| Schmale Windelschnecke              | 1014    |   | Schmale Windelschnecke              | Vertigo angustior           | Schnecken             |
| Bauchige Windelschnecke             | 1016    |   | Bauchige Windelschnecke             | Vertigo moulinisana         | Schnecken             |
| Helm-Azurjungfer                    | 1044    |   | Helm-Azurjungfer                    | Coenagrion mercuriale       | Libellen              |
| Heller Wiesenknopf-Ameisenbläuling  | 1059    |   | Heller Wiesenknopf-Ameisenbläuling  | Maculinea teleius           | Schmetterlinge        |
| Dunkler Wiesenknopf-Ameisenbläuling | 1061    |   | Dunkler Wiesenknopf-Ameisenbläuling | Maculinea nausithous        | Schmetterlinge        |
| Spanische Flagge                    | 1078    | * | Spanische Flagge                    | Callimorpha quadripunctaria | Schmetterlinge        |
| Alpenbock                           | 1087    |   | Alpenbock                           | Rosalia alpina              | Käfer                 |
| Hirschkäfer                         | 1083    | * | Hirschkäfer                         | Lucanus cervus              | Käfer                 |
| Eremit                              | 1083    | * | Eremit                              | Osmoderma eremita           | Käfer                 |
| Steinkrebs                          | 1093    | * | Steinkrebs                          | Austropotamobius torrentium | Krebse                |
| Bachneunauge                        | 1096    |   | Bachneunauge                        | Lampetra planeri            | Fische und Rundmäuler |
| Groppe                              | 1163    |   | Groppe                              | Cottus gobio                | Fische und Rundmäuler |
| Kammmolch                           | 1166    |   | Kammmolch                           | Triturus cristatus          | Amphibien             |
| Gelbbauchunke                       | 1193    |   | Gelbbauchunke                       | Bombina variegata           | Amphibien             |
| Mopsfledermaus                      | 1324    |   | Mopsfledermaus                      | Barbastella barbastellus    | Säugetiere            |
| Bechsteinfledermaus                 | 1323    |   | Bechsteinfledermaus                 | Myotis bechsteinii          | Säugetiere            |
| Großes Mausohr                      | 1324    |   | Großes Mausohr                      | Myotis myotis               | Säugetiere            |
| Grünes Besenmoos                    | 1381    |   | Grünes Besenmoos                    | Dicranum viride             | Moose                 |
| Dicke Trespe                        | 1882    |   | Dicke Trespe                        | Bromus grossus              | Pflanzen              |
| Gelber Frauenschuh                  | 1902    |   | Gelber Frauenschuh                  | Cypripedium calceolus       | Pflanzen              |
| Haarstrangwurzeleule                | 4035    |   | Haarstrangwurzeleule                | Gortyna borelii ssp. lunata | Schmetterlinge        |

### Zusammenhängende Schutzgebiete
Folgende Naturschutzgebiete sind Bestandteil des FFH-Gebiets:
- Grafenberg
- Schaichtal
- Eisenbachhain
- Hirschauer Berg
- Sulzeiche
- Blaulach
- Spitzberg-Ödenburg
- Schönbuch-Westhang/Ammerbuch

Das Vogelschutzgebiet Schönbuch überschneidet sich zu einem Großen Teil mit dem FFH-Gebiet.